# Roberta Brunet
Roberta Brunet, född den 20 maj 1965 i Aosta, är en italiensk före detta friidrottare som tävlade i medeldistanslöpning.
Brunet blev bronsmedaljör vid EM 1990 på 3 000 meter. Hon deltog vid Olympiska sommarspelen 1996 där hon blev bronsmedaljör på 5 000 meter. Hon blev även silvermedaljör efter Gabriela Szabo vid VM 1997 i Aten på 5 000 meter.

## Personliga rekord
- 3 000 meter - 8.35,65
- 5 000 meter - 14.44,50